# Алан Піз
Алан Піз — (англ. Allan Pease; нар. 1952, Мельбурн, Австралія) — австралійський письменник, відомий як «містер мова тіла», завдяки своїй однойменній книзі, яка була продана по всьому світу багато мільйонним тиражем.

## Біографія
З раннього дитинства у Аллана виявлялися якості, притаманні діловій людині. З 10 років Піз вже займався підприємництвом, продаючи гумові губки для домашнього прибирання. У 18 років він став найкращим агентом з продажу, працюючи в компанії з реалізації постільної білизни і кухонного приладдя. 
У 21 рік Аллан досяг чудових результатів — працюючи в страховій компанії, він заробив більше мільйона доларів. Вже тоді у нього проявляється талант оратора і якості письменника під час його виступів перед співробітниками на зустрічах обміну досвідом.
Зі своєю дружиною Барбарою Піз познайомився в 1990 році, а в 1993 році вони одружилися в Сіднеї. На далі сама Барбара підтримувала і надихала його на створення нових найзначніших творів. Також вона виступала в якості співавтора деяких книг Піза.
Алан Піз відомий у всьому світі як "містер мова тіла" с того часу як його книга "мова рухів тіла" стала грандіозним бестселером, хітом для всесвітнього суспільства бізнесу. Він займається консультуванням, бере участь в семінарах, і користується надзвичайною популярністю. На основі його праць BBC випустила шість наукових програм. Барбара Піз є директором компанії "Піз", яка займається видавництвом книг Алана, вона ж є співавтором популярних книг "Чому чоловіки не слухають, а жінки не можуть читати карти?" і "Чому чоловіки не залишають доказів, а жінкам завжди потрібно багато взуття?".
Сьогодні він очолює велику компанію з навчання торгових агентів яка з ним роз'їжджає по всьому світу, читає лекції, проводячи семінари, навчає людей основам комунікації.
Алан Піз є членом Королівського Товариства Гуманитарних наук, австралійського Інституту Менеджменту і Асоціації Письменників.

## Книги
- Мистецтво комунікації в мережевому маркетингу
- Питання- це відповіді
- Мова письма
- Книга грубих і політично некоректних жартів
- Книги, написані в співавторстві з Барбарою Піз:
- Мова рухів тіла, або Як читати думки інших за їх жестами (1981)
- Нова мова рухів тіла (2006)
- Мова взаємовідносин: чоловік і жінка
- Чому чоловіки не слухають, а жінки не можуть читати карти?
- Чому чоловіки хочуть сексу, а жінки потребують любові?
- Чому чоловіки брешуть, а жінки ревуть?
- Як змусити чоловіка слухати, а жінку мовчати?
- Відповідь
- Книги написані в співавторстві з Аланом Гарнером
- Мова розмови (1985)
- Говоріть точно. Як з'єднати радість спілкування і користь переконання